# La Colonie pénitentiaire
 (mars 2016).
Si vous disposez d'ouvrages ou d'articles de référence ou si vous connaissez des sites web de qualité traitant du thème abordé ici, merci de compléter l'article en donnant les références utiles à sa vérifiabilité et en les liant à la section « Notes et références ».
La Colonie pénitentiaire (titre original : In der Strafkolonie) est une nouvelle de Franz Kafka écrite en octobre 1914 et publiée en 1919.

## L'action
Un explorateur découvre le système judiciaire particulièrement monstrueux d'une colonie pénitentiaire. Chaque accusé est torturé individuellement pendant des heures par une machine de mort.

### La justice de la colonie pénitentiaire
Un explorateur de grande valeur, dont on ne connaîtra pas le nom, visite une île tropicale éloignée constituant la colonie pénitentiaire d'un pays puissant (on ne saura pas lequel).
Il est invité à participer à une exécution publique. Celle-ci est effectuée par un appareil étrange développé par le défunt commandant de l'île. L'appareil, qui est manipulé par un officier admirateur dudit commandant et de sa machine, fonctionne selon un mécanisme complexe. Son but est d'inscrire dans la chair le motif de la punition et, après un spectacle long et sanglant, l'accusé finit par mourir. L'officier reste un défenseur de l'appareil malgré le nombre croissant de ses détracteurs, dont le nouveau commandant. Il espère que le voyageur sera impressionné par la machine et plaidera en sa faveur, ce qui ne sera pas du tout le cas.

### Le rôle du voyageur
Après que la construction et la fonction de la machine ont été expliquées au voyageur dans les moindres détails, et une fois que tout est prêt pour l'exécution, l'officier demande au voyageur de ne pas intervenir défavorablement auprès du commandant. Le but est de maintenir l'existence de l'appareil. Le voyageur assure à l'officier qu'il ne se prononcera pas publiquement par la négative sur cet appareil. Mais il communiquera son aversion pour celui-ci au commandant en tête à tête.

### L'exécution de l'officier
Quand l'officier remarque qu'il ne pourra pas convaincre son visiteur, il libère le condamné et prend sa place après quelques réarrangements. L'appareil se met en route et semble se soulever et s'accélérer. Le décès intervient beaucoup plus vite que d'ordinaire, l'appareil se déréglant et se détruisant de lui-même.
Après le décès de l'officier et la destruction de l'appareil, le voyageur se fait accompagner du soldat et du condamné jusqu'au village. En effet, il souhaite voir la tombe de l'ancien commandant avant son départ. Puis, il se décide à partir directement, empêchant par tous les moyens que le soldat et le condamné puissent également quitter l'île avec lui.

## Interprétations

### Difficultés de l'interprétation
Il y a plusieurs approches différentes pour l'interprétation. Une des approches serait que le texte doit être compris comme l'illustration des circonstances contemporaines (Gleichnis (de)) et que l'appareil serait un symbole du destin de l'humanité. Conformément à cette interprétation, l'homme avant l'« exécution » ne connaît pas le jugement et ne peut pas non plus se défendre. Une autre approche dit qu'en principe aucune interprétation uniforme n'est possible.

### Interprétation comme «vision prophétique»
Les personnes agissant dans l'histoire démontrent comment, sous leurs yeux, un scénario horrifique peut se dérouler, sans que quelqu'un s'y oppose résolument. Dans le voyageur et dans l'officier, deux humains raisonnables sont représentés dans un système totalitaire. Le premier est le technocrate qui, certes, reconnaît les failles du système, mais qui n'empêche rien. Le deuxième est incapable dans sa contrainte de perfection et son enthousiasme de reconnaître la cruauté, il est ainsi lui-même une victime séduite et devient aussi réel que la victime. Beaucoup voient une vision prophétique des barbaries du XXe siècle. Cet écrit date de deux mois après le début de la Première Guerre mondiale.

### Interprétation biographique
La Colonie pénitentiaire a été écrite pendant les vacances, en octobre 1914. Kafka présenta ce travail à Munich en novembre 1916. La réaction du public et de la presse fut négative. Il ne s'agit pas seulement du thème des droits de l'homme. Kafka a été influencé, d'une part, par le célèbre roman d'Octave Mirbeau Le Jardin des supplices, avec ses scènes de torture sado-masochistes, et, d'autre part, par des rapports sur un voyage d'exploration d'agents allemands dans le Pacifique.
Aucune recherche sur Kafka ne semble montrer que lui-même avait ces penchants pour le sado-masochisme, même si l'aspect de « complaisance dans son malheur » se trouve dans ses journaux. Il souffre, s'il ne peut pas écrire ; il souffre aussi s'il écrit, parce qu'il est généralement mécontent. Ses moments de réalisations artistiques sont très rares. Ils sont simultanément une contrainte douloureuse et une satisfaction profonde.

## Adaptations et inspirations

### Adaptations
- La colonia penal (en), film de Raoul Ruiz réalisé en 1970, libre adaptation de Kafka
- L'Île du salut, adaptation théâtrale, d'après La Colonie pénitentiaire, mise en scène par Matthias Langhoff au Théâtre de la Ville et au Théâtre national de Bretagne en 1996
- La Colonie pénitentiaire, adaptée (en monologue) et interprétée par André Salzet (mises en scène d'Yves Kerboul en 1999, puis de Laurent Caruana en 2007, au théâtre du Lucernaire)
- Dans la colonie pénitentiaire (In the Penal Colony), adaptation pour opéra de chambre de Philip Glass en 2000
- La Colonie pénitentiaire, court métrage de Yvan Lagger (2002)[réf. nécessaire]
- Dans la colonie pénitentiaire, adaptation en bande dessinée réalisée en 2007 par Sylvain Ricard, Mael et Albertine Ralenti
- La Colonie pénitentiaire, installation de Peter Klasen créée en 2009 à l'occasion de la rétrospective 1959-2009 au Tri Postal à Lille
- Zoetrope de Charlie Deaux, adaptation cinématographique inspirée de La Colonie pénitentiaire
- Bienvenue à la Colonie, adaptation « foraine » par le théâtre du Soliloque[3]

### Inspirations
- Resident Evil - Révélations 2 (2015) : l'île et la colonie pénitentiaire accueillant l'histoire du jeu sont inspirées de La Colonie pénitentiaire.